# Les Arcs

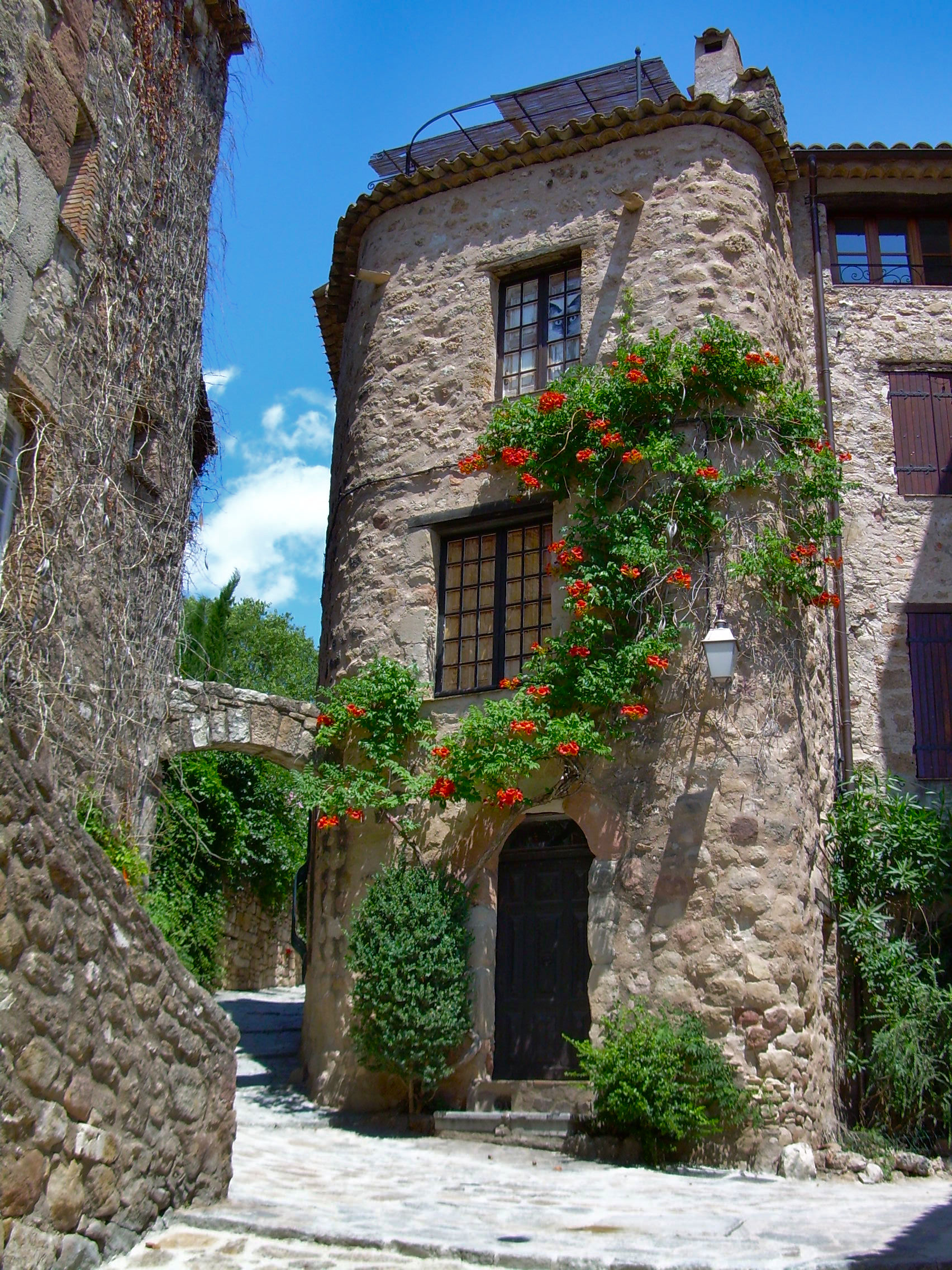
Place du Collier

Les Arcs es una comuna francesa situada en el departamento de Var, en la región de Provenza-Alpes-Costa Azul.

## La ciudad medieval
La zona más destacada de la localidad es la ciudad medieval conocida como Le Parage. El nombre parage proviene del occitano paratge, que significa "nobleza". Designaba antiguamente, entonces, el barrio de los nobles del pueblo.
En el siglo XII se construyó el castillo, que domina la ciudad desde una altura de 19 metros.
Otro lugar destacado es la Capilla Saint Pierre du Parage, antigua iglesia medieval dedicada a Notre Dame, hoy sala de exposiciones.

## Demografía
| 3140 | 3324 | 3324 | 3786 | 4744 | 5334 | 7292 |
| Para los censos de 1962 a 1999 la población legal corresponde a la población sin duplicidades (Fuente: INSEE [Consultar]) |      |      |      |      |      |      |